# الکساندراو، بخش واگروویک
الکساندراو، بخش واگروویک (به لاتین: Aleksandrowo, Wągrowiec County) یک منطقهٔ مسکونی در لهستان است که در Gmina Wapno واقع شده‌است.

## خصوصیات
الکساندراو ۱۰۰ نفر جمعیت دارد.